# Asicho
Asicho (oder Esik) war um 980 Graf im Ittergau und im Nethegau, und ist als solcher in einer Tauschurkunde von 980 von König Otto II. mit dem Abt Luidolf von Corvey bezeugt.
Asicho war ein Spross des Grafengeschlechts der Esikonen, die seit 813 als Grafen im sächsischen Hessengau und nach etwa 950 außerdem im Leinegau bezeugt sind und sich nach etwa 965 Grafen von Reinhausen, später von Winzenberg-Reinhausen, nannten.
Bei dem im Jahre 980 beurkundeten Tausch werden sechs Orte im damaligen Ittergau, darunter die heutige Kreisstadt Korbach des Kreises Waldeck-Frankenberg, dem Kloster Corvey übereignet, während Otto II. im Gegenzug von Corvey zwei Gemarkungen, darunter Memleben, im Hassegau erhält.